# Pistole nude
Pistole nude (Mais qui a tué Pamela Rose?) è un film del 2003 diretto da Éric Lartigau.
La pellicola, di produzione francese, ha per protagonisti Kad Merad e Olivier Baroux.

## Trama
Pamela Rose, una spogliarellista, viene brutalmente assassinata in una stanza di uno squallido motel della periferia americana. Il caso viene assegnato agli agenti dell'FBI Richard Pallet e Douglas Riper, che superato il disprezzo reciproco si mettono ad indagare sui misteriosi personaggi che gravitavano attorno alla vittima in cerca del suo assassino.

## Produzione

### Riprese
Il film è stato girato interamente in Francia. Qui è stata ricostruita perfettamente la periferia americana, con le sue tavole calde, i motel e la gente  rude dei tipici film e telefilm di genere.

## Citazioni
Gran parte della comicità demenziale del film è affidata al puro citazionismo. Difficile non notare il cartello della via dedicata a Chuck Norris o le scritte assurde sui nastri di contenimento della scena del crimine. In generale il film è un omaggio a I segreti di Twin Peaks: il nome Pamela Rose è una storpiatura di Laura Palmer, la location è simile a quella del telefilm di David Lynch ed inoltre il delitto stesso (e tutto ciò che avviene attorno) è un chiaro riferimento.